# Неадекватные люди (фильм)
«Неадеква́тные лю́ди» — российский полнометражный комедийно-мелодраматический художественный фильм 2010 года, режиссёрский дебют Романа Каримова.
Премьера в российском кинопрокате состоялась 13 января 2011 года.
Слоган фильма: «Биться головой о стенку гораздо веселее, когда знаешь, что за ней скрывается родственная душа».

## Сюжет
Тихий и воспитанный Виталий, переехав из Серпухова в Москву, пытается начать жизнь с нуля. Но ему на пути попадаются одни сумасшедшие. Его соседкой по лестничной площадке оказывается взбалмошная школьница Кристина, на новой работе атакует похотливая начальница Марина Васильевна, приятель-психолог Павел, помогающий ему совладать со всем этим, — оказывается садомазохистом. Виталий на их фоне кажется единственным адекватным человеком.

## В ролях
- Илья Любимов — Виталий Мухаметзянов, ведущий специалист международного отдела  московского женского модного журнала
- Ингрид Олеринская (дебют в кино) — Кристина, школьница-бунтарка, соседка Виталия по лестничной площадке
- Евгений Цыганов — Павел Викторович Козлов, психолог, автор книги «Жизнь с чистого листа», приятель Виталия
- Юлия Такшина — Марина Васильевна, главный редактор московского женского модного журнала, начальник Виталия Мухаметзянова
- Артём Душкин (дебют в кино) — Артур, ловелас
- Полина Иосилевич (дебют в кино) — Нина
- Марина Зайцева — Юлия, мать Кристины
- Анастасия Федоркова — Светлана
- Назар Ас-Самаррай — сотрудник офиса московского женского модного журнала
- Анна Глаубэ — Аня, ассистентка психолога
- Роман Каримов — бармен
- Влад Топалов — камео (исполняет песню «Satisfied» в ночном клубе)

## Саундтрек
- MYXA / Запрещённые барабанщики — Мамбо
- MYXA / Billy’s Band — Чатка
- Айбат Халляр — Scene Report
- Alex Cosmo & Inertia — Life For Me (Oksygen Remix)
- Jahmal — Неадекватные люди
- Cao Sao Vang — Jamaican Mystic
- Каста — Закрытый космос

## Награды
- 2010 — пять призов фестиваля российского кино «Окно в Европу» в Выборге:
  - гран-при за лучший игровой фильм[3];
  - диплом Гильдии киноведов и кинокритиков России[4];
  - диплом «За лучший актёрский дуэт» (Ингрид Олеринская и Илья Любимов);
  - приз «Золотая ладья» (2-е место в программе «Выборгский счёт»);
  - приз за лучший сценарий от Союза журналистов России.

## Продолжение
В июне 2017 года Роман Каримов сообщил о предстоящих осенью 2017 года съёмках сиквела фильма. На экраны кинокартина «Неадекватные люди 2» вышла в декабре 2020 года.